# La Romaine
La Romaine ist eine französische Gemeinde mit 467 Einwohnern (Stand 2013) im Département Haute-Saône, in der Region Bourgogne-Franche-Comté. Sie gehört zum Arrondissement Vesoul und zum Kanton Scey-sur-Saône-et-Saint-Albin.
Sie entstand als Commune nouvelle mit Wirkung vom 15. Dezember 2015 durch Zusammenschluss der früheren Gemeinden Le Pont-de-Planches, Greucourt und Vezet.

## Weblinks

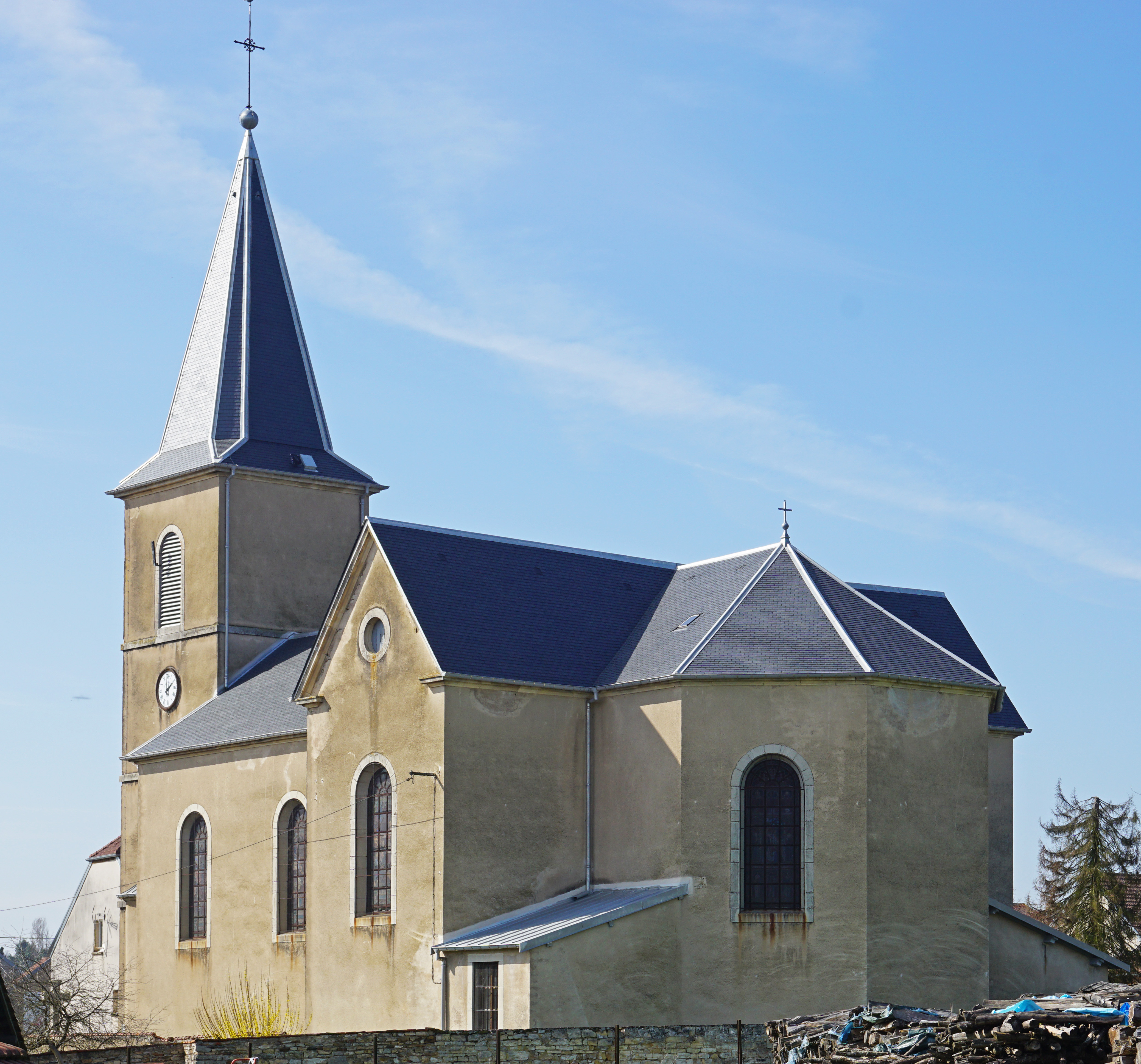
Kirche im Ortsteil Le Pont-de-Planches

## Bevölkerungsentwicklung
| Jahr                       | 2014 | 2016 | 2018 |
| Einwohner                  | 485  | 510  | 515  |
| Quellen: Cassini und INSEE |      |      |      |